# Serpulidae
Serpulidae är en familj av ringmaskar. Serpulidae ingår i ordningen Sabellida, klassen havsborstmaskar, fylumet ringmaskar och riket djur. Enligt Catalogue of Life omfattar familjen Serpulidae 871 arter. 

## Bildgalleri

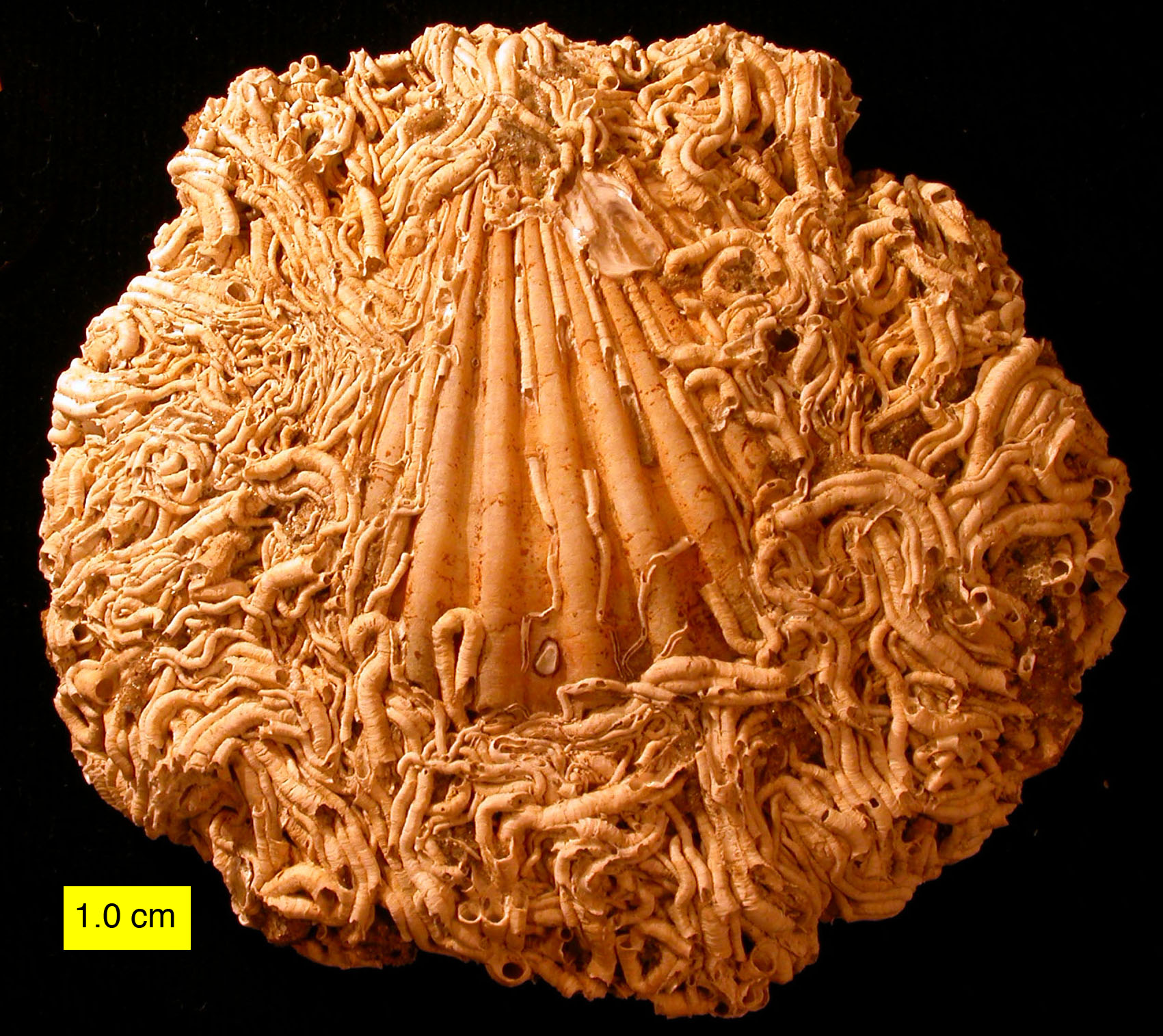

## Dottertaxa till Serpulidae, i alfabetisk ordning[1][2]
- Amplicaria
- Anatomus
- Anisomelus
- Anomalorbis
- Apomatus
- Bathyditrupa
- Bathyvermilia
- Bushiella
- Carpathiella
- Chitinopoma
- Chitinopomoides
- Circeis
- Codonytes
- Crozetospira
- Crucigera
- Cyenoserpula
- Cymospira
- Dasynema
- Ditrupa
- Eoplacostegus
- Eupomatus
- Ficopomatus
- Filograna
- Filogranella
- Filogranula
- Floriprotis
- Flucticularia
- Galeolaria
- Genicularia
- Gynaeconitis
- Hamulus
- Helicosiphon
- Helicosyphon
- Heterodisca
- Hyalopomatus
- Hydroides
- Janita
- Janua
- Josephella
- Jugaria
- Knightjonesia
- Laeospira
- Laminatubus
- Lemintina
- Leodora
- Mammetuba
- Marifugia
- Mercierella
- Metalaeospira
- Metavermilia
- Microprotula
- Mucroserpula
- Neodexiospira
- Neomicrorbis
- Neovermilia
- Nidificaria
- Nogrobs
- Omphalopoma
- Omphalopomopsis
- Pannoserpula
- Paradexiospira
- Paralaeospira
- Paraprotis
- Paumotella
- Peileolaria
- Pentaditrupa
- Peraserpula
- Pileolaria
- Pillaiospira
- Piratesa
- Placostegus
- Pomatoceros
- Pomatoleios
- Pomatostegus
- Proliserpula
- Propomatoceros
- Protectoconorca
- Protis
- Protohydroides
- Protolaeospira
- Protoleodora
- Protoserpula
- Protula
- Pseudochitinopoma
- Pseudovermilia
- Psygmobranchus
- Pyrgopolon
- Rhodopsis
- Romanchella
- Rotularia
- Ruxingella
- Salmacina
- Salmacinoidea
- Sarcinella
- Sclerostyla
- Semiserpula
- Semivermilia
- Serpula
- Simplaria
- Sinoditrupa
- Spiraserpula
- Spirobranchus
- Spiroglyphus
- Spirorbis
- Spirorbula
- Stoa
- Tanturia
- Tetraserpula
- Weixiserpula
- Vepreculina
- Vermilia
- Vermiliopsis
- Vinearia
- Vitreotubus